# Nhã Giang
Nhã Dương (tiếng Trung: 雅江县; bính âm: Yǎjiāng xiàn; Tạng văn:ཉག་ཆུ་རྫོང་, Wylie:nyag chu rdzong) là một huyện thuộc Châu tự trị dân tộc Tạng Garzê, tỉnh Tứ Xuyên, Trung Quốc.

### Trấn
- Hà Khẩu (河口镇)

### Hương
| - Hạp Lạp (呷拉乡 - Bát Giác Lâu (八角楼乡) - Phổ Ba Nhung (普巴绒乡) - Chúc Tang (祝桑乡) - Mễ Long (米龙乡) - Cửu Y Nhung (八衣绒乡) - Ba Tân Hà (波斯河乡) - Ác Cổ (恶古乡) | - Nha Y Hà (牙衣河乡) - Tây Nga Lạc (西俄洛乡) - Ma Lang Thác (麻郎错乡) - Đức Sái (德差乡) - Hồng Long (红龙乡) - Kha Lạp (柯拉乡) - Ngõa Đa (瓦多乡) - Mộc Nhung (木绒乡) |